# Kasteel van Beaumont (Allier)
Het Kasteel van Beaumont (Frans: Château de Beaumont) is een kasteel in de Franse gemeente Agonges. Het kasteel is een beschermd historisch monument sinds 1978.
Het kasteel werd gebouwd in de 15e eeuw. Van deze bouwfase zijn een ronde toren en de duiventoren gebleven. De rest van het kasteel is 18e-eeuws. In de 19e eeuw werd de gevel aan de tuinzijde aangepast.
Het kasteel is in privébezit.